# Đặc khu trưởng Ma Cao
Đặc khu trưởng Ma Cao, với tên gọi là Trưởng quan Hành chính Khu hành chính đặc biệt Áo Môn (Chữ Hán phồn thể: 中華人民共和國澳門特別行政區行政長官, Bính âm Hán ngữ: Zhōnghuá Rénmín Cònghéguó Àomén Tèbié Xíngzhèngqū Xíngzhèng Zhǎngguān, Từ Hán - Việt: Trung Hoa Nhân dân Cộng hòa Quốc Áo Môn Đặc biệt hành chính Khu hành chính Trưởng quan, tiếng Bồ Đào Nha: Chefe do Executivo da Região Administrativa Especial de Macau da República Popular da China) là người đứng đầu chính phủ Ma Cao, một đặc khu hành chính thuộc Trung Quốc, từng là tỉnh ngoài của Bồ Đào Nha. Bồ Đào Nha đã chuyển giao chủ quyền đối với Ma Cao cho Trung Quốc vào ngày 20 tháng 12 năm 1999. Theo Luật Cơ bản Ma Cao, vai trò của Trưởng quan là:
"Trưởng quan là người đứng đầu Khu hành chính đặc biệt Ma Cao, đại diện cho khu vực. Trưởng quan Hành chính Khu hành chính đặc biệt Ma Cao phải chịu trách nhiệm trước Quốc vụ viện Cộng hòa Nhân dân Trung Hoa và Đặc khu hành chính Ma Cao theo quy định của Luật này."
Trưởng quan Ma Cao là người đứng đầu Chính phủ Đặc khu hành chính Ma Cao, các tên gọi khác là Trưởng quan Ma Cao, Trưởng quan Áo Môn, một chức vụ tương ứng với Tỉnh trưởng Chính phủ Nhân dân, tạm sử dụng tên gọi Đặc khu trưởng Ma Cao. Trưởng quan Ma Cao hiện tại là Hạ Nhất Thành, được bầu cử tại Ma Cao, bổ nhiệm bởi Tổng lý Lý Khắc Cường. Văn phòng đặt tại Trụ sở Chính phủ Ma Cao, trước đây là Nhà Thống đốc (từ 1883 - 1926) và Văn phòng Thống đốc (từ 1926 đến 1999). Trưởng quan Ma Cao đã sử dụng địa điểm này là văn phòng của mình từ năm 2009.

## Lịch sử

### Trưởng quan Ma Cao

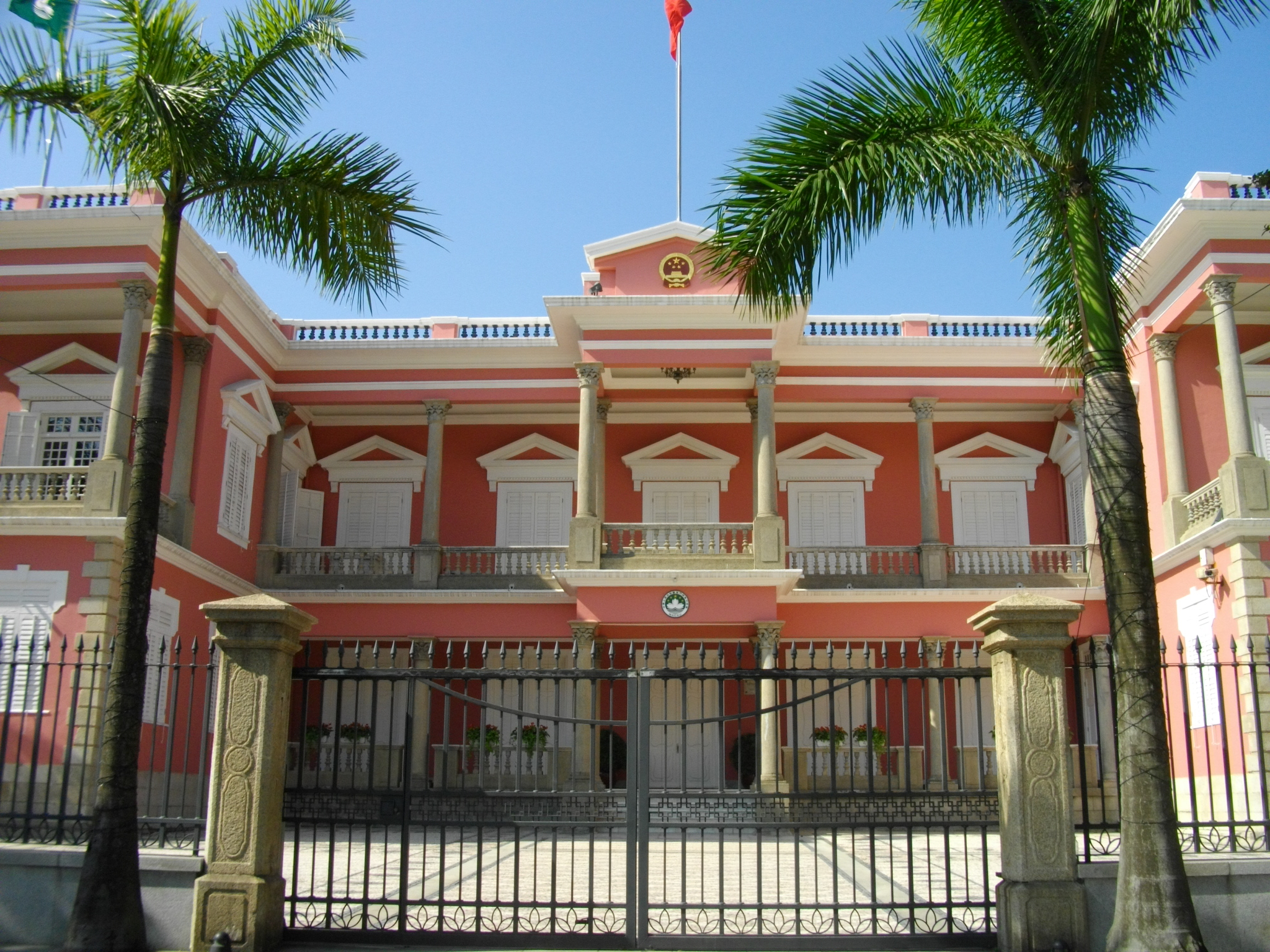
Trụ sở Chính phủ Đặc khu hành chính Ma Cao

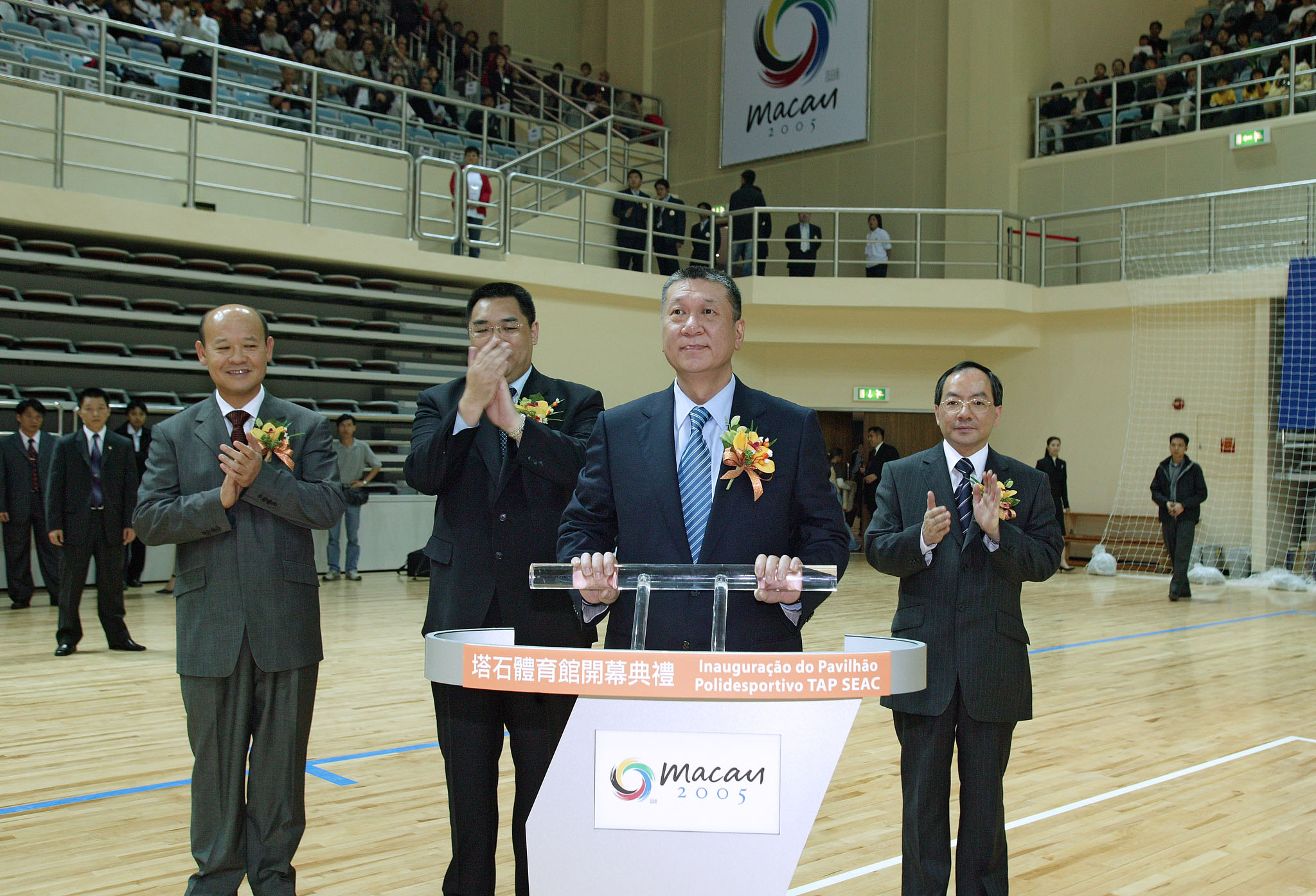
Trưởng quan Ma Cao thứ nhất Hà Hậu Hoa khai mạc Đại hội Thể thao Đông Á 2005 tại Ma Cao.

Ma Cao có diện tích 115,3 km², nằm ở phía Nam Đồng bằng Châu Giang, là đặc khu hành chính Trung Quốc, một trong 33 đơn vị hành chính cấp tỉnh. Khu vực được đứng đầu và đại diện bởi Trưởng quan Ma Cao, được phép duy trì hệ thống riêng của mình trên các lĩnh vực luật pháp, lực lượng cảnh sát, tiền tệ, hải quan, nhập cư, tổng hợp lĩnh vực kinh tế và xã hội, bao gồm cả quyền công dân Ma Cao cho đến năm 2049. Ma Cao tham gia nhiều tổ chức và sự kiện quốc tế không yêu cầu các thành viên phải là các quốc gia có chủ quyền. Năm 2015, biên giới của Ma Cao đã được Quốc vụ viện vẽ lại, mở rộng đáng kể diện tích khu vực giữa Ma Cao và địa cấp thị Châu Hải, diện tích trên biển. Những thay đổi đã làm tăng quy mô lãnh thổ hàng hải của Ma Cao thêm 85 km².
Ma Cao từng là một thuộc địa của Bồ Đào Nha và phải chịu sự quản lý của đế quốc này từ giữa thế kỷ XVI cho đến năm 1999, và là thuộc địa hay tô giới cuối cùng của người châu Âu tại Trung Quốc. Các thương nhân Bồ Đào Nha lần đầu đến định cư tại Ma Cao trong thập niên 1550. Năm 1557, triều đình nhà Minh đã cho Bồ Đào Nha thuê Ma Cao để làm cảng giao thương. Từ đó, người Bồ Đào Nha đã quản lý thành phố song nó vẫn nằm trong phạm vi chủ quyền của Trung Quốc. Đến năm 1887, Ma Cao trở thành một thuộc địa của đế quốc Bồ Đào Nha. Bồ Đào Nha đã chuyển giao chủ quyền đối với Ma Cao cho Trung Quốc vào ngày 20 tháng 12 năm 1999, sau 442 năm chiếm lĩnh, với các quy định nằm ở Tuyên bố chung Trung – Bồ và Luật Cơ bản Ma Cao. Trưởng quan Ma Cao được quy định là:
"Trưởng quan là người đứng đầu Khu hành chính đặc biệt Ma Cao, đại diện cho khu vực. Trưởng quan Hành chính Khu hành chính đặc biệt Ma Cao phải chịu trách nhiệm trước Quốc vụ viện Cộng hòa Nhân dân Trung Hoa và Đặc khu hành chính Ma Cao theo quy định của Luật này."

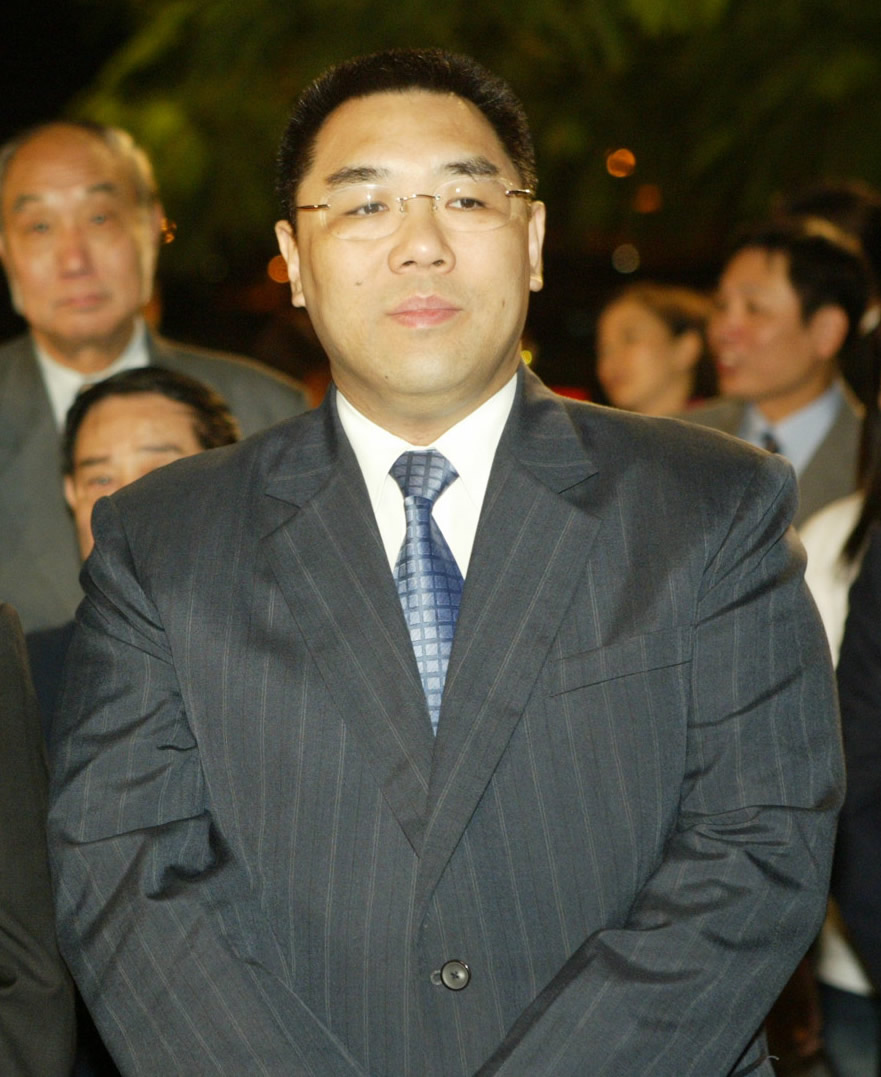
Trưởng quan Ma Cao thứ hai Thôi Thế An.

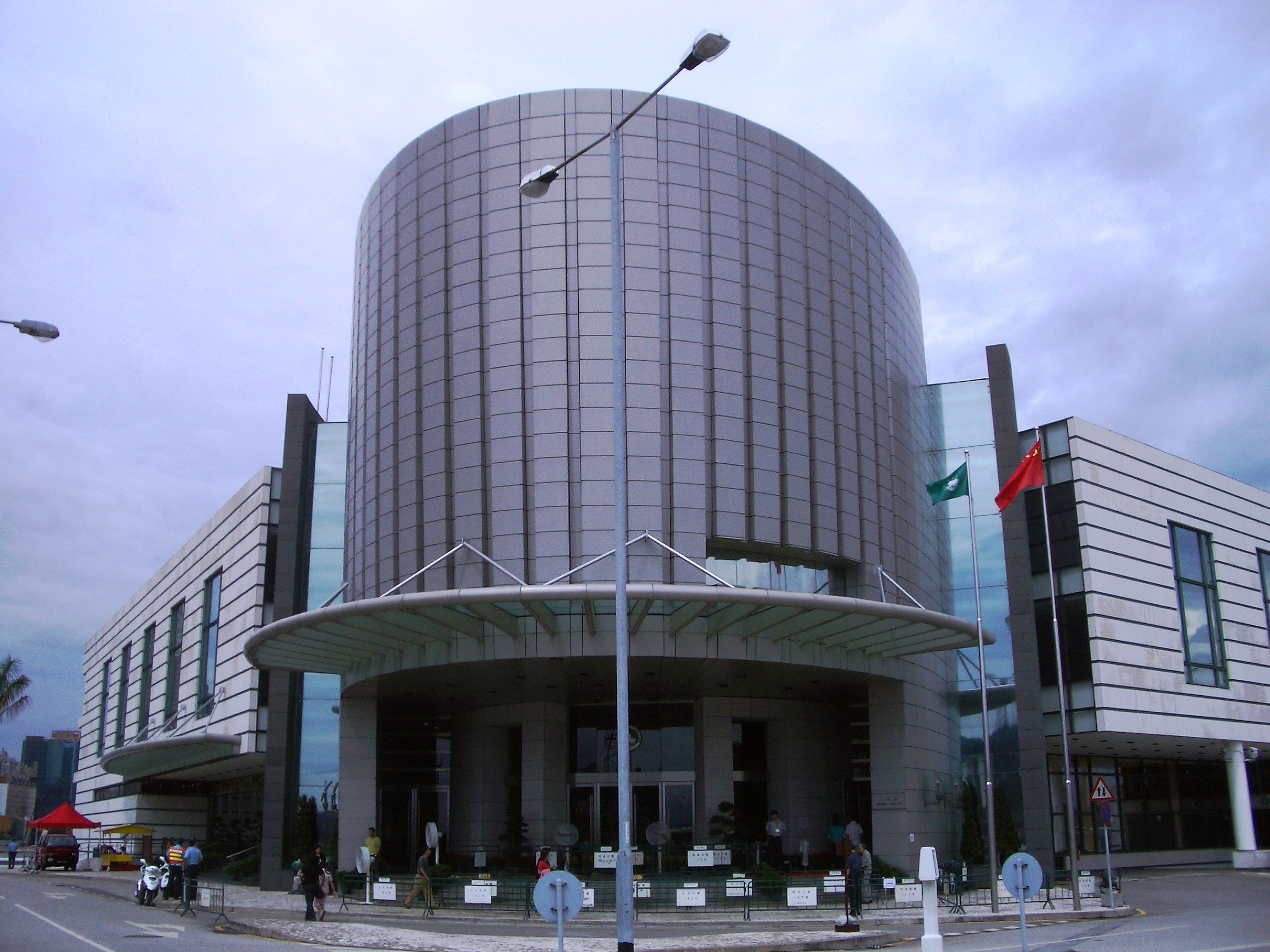
Trụ sở Hội đồng Lập pháp Ma Cao

Trưởng quan Ma Cao có vai trò là: Ký các dự luật được thông qua bởi Hội đồng Lập pháp Ma Cao và ban hành luật, báo cáo Quốc vụ viện Cộng hòa Nhân dân Trung Hoa, quyết định chính sách của Chính phủ Ma Cao và ban hành lệnh điều hành, đề cử, báo cáo với Quốc vụ viện và bổ nhiệm công chức Chính phủ Ma Cao, Hội đồng Lập pháp Ma Cao, Hội đồng Chính phủ Ma Cao, Tòa án Ma Cao, đại diện Ma Cao trong các vấn đề đối ngoại và thực thi chỉ định của Trung ương Trung Quốc. Tại Ma Cao, quyền hành pháp thuộc về Chính phủ Đặc khu hành chính Ma Cao, quyền lập pháp thuộc về Hội đồng Lập pháp Ma Cao, quyền tư pháp thuộc về Tòa án Ma Cao. Trưởng quan Ma Cao là lãnh đạo cao nhất, có tính chất vai trò và nhiệm vụ đa phần tương ứng với Tỉnh trưởng Chính phủ Nhân dân các đơn vị hành chính khác của Trung Quốc.
Từ năm 1999 đến 2020, Ma Cao có ba Trưởng quan, đều không đảng phải và là lãnh đạo Trận doanh kiến chế. Mức lương của Trưởng quan Ma Cao đạt 58.465 Pataca Ma Cao/Tháng, tức 701.580 Pataca Ma Cao/Năm, tương đương 84.190 USD. Hà Hậu Hoa (Biệt hiệu: Edmund Ho Hau Wah, Hán phồn thể: 何厚鏵. 1955) là Trưởng quan Ma Cao đầu tiên, nhiệm kỳ khóa I, II. Ông kết thúc nhiệm kỳ Trưởng quan năm 2009, nhận Huân chương Đại hoa sen, GOIH, GCM và trở thành Phó Chủ tịch Ủy ban Toàn quốc Hội nghị Hiệp thương Chính trị Nhân dân Trung Quốc (2010 – nay). Kế nhiệm Hà Hậu Hoa là Thôi Thế An. Thôi Thế An (Biệt hiệu: Fernando Chui Sai On, Hán phồn thể: 崔世安. 1957) là Trưởng quan Ma Cao thứ hai, nhiệm kỳ khóa III, IV giai đoạn 2009 – 2019. Ông nhận GCM, đạt tỷ lệ bầu cử 95,27% khóa III, 96,95% khóa IV. Kế nhiệm Thôi Thế An là Trưởng quan đương nhiệm Hạ Nhất Thành. Hạ Nhất Thành (Biệt hiệu: Ho Iat Seng, Hán phồn thể: 賀一誠. 1957) trúng cử bầu cử khóa V với tỷ lệ 98,00%, được bổ nhiệm bởi Tổng lý Lý Khắc Cường. Ông nhận GLM, giữ vị trí Chủ tịch Hội đồng Lập pháp Ma Cao giai đoạn 2013 – 2019 trước khi trở thành Trưởng quan, hiện nay đai diện khu vực Ma Cao cùng với Bí thư Ủy ban Trung ương Công tác đặc khu và Chủ nhiệm Văn phòng Liên lạc Chính phủ Nhân dân trung ương tại Ma Cao Phó Tự Ứng quản lý Ma Cao.

### Tình hình chính trị
Trên cơ sở đều là đặc khu hành chính cùng với Hồng Kông, nhưng Ma Cao có số lượng dân ít hơn nhiều. Tình hình chính trị và xã hội Ma Cao kể từ khi quay lại Trung Quốc khác hẳn tình hình Hồng Kông. Tại Hồng Kông, biểu tình, xung đột từ năm 1997 đến nay phức tạp, diễn ra nhiều thời kỳ, hiện tại là Biểu tình tại Hồng Kông 2019 – 2020. Còn đối với Ma Cao, khu vực gắn liền và tư tưởng gần với Trung Quốc, không có bạo loạn, biểu tình hay xung đột nào. Vào năm 2009, Dự luật an ninh Đặc khu do Chính phủ Đặc khu hành chính Ma Cao đề xuất đã được đa số lớn chấp thuận. Có 784 bản tham vấn đánh giá, trong đó 657 mẫu đối với cá nhân và 127 từ các nhóm dân sự địa phương, với 86,76% cá nhân và 96,85% của nhóm dân sự ủng hộ dự luật. Dự luật, theo Điều 23 của Luật Cơ bản Ma Cao, đã được thông qua bởi Hội đồng Lập pháp Ma Cao vào ngày 05 tháng 1 năm 2009.
Theo Luật An ninh Đặc khu,"Ma Cao ban hành luật pháp để cấm mọi hành vi phản quốc, ly khai, dụ dỗ, lật đổ chính quyền nhân dân trung ương hoặc đánh cắp bí mật nhà nước, cấm các tổ chức chính trị nước ngoài hoặc các cơ quan tiến hành các hoạt động gây nguy hiểm an ninh quốc gia trong khu vực và cấm các tổ chức chính trị hoặc cơ quan của Ma Cao thiết lập quan hệ với các tổ chức hoặc cơ quan chính trị nước ngoài."
Đối với tình hình Ma Cao hiện tại, Đặc khu hướng về Trung ương Trung Quốc. Thời gian gần đây, một bộ phận phe phái Hồng Kông có xu hướng mở rộng xung đột về phía Ma Cao. Chính quyền Ma Cao hành động phản đối, tiếp tục giữ tư tưởng tuân thủ Cộng hòa Nhân Dân Trung Hoa. Trong khi các vấn đề như luật an ninh quốc gia đã gây tranh cãi, hầu hết cư dân Ma Cao có mức độ tin tưởng cao về đất nước, với mối quan hệ với bản sắc lâu đời Trung Quốc.

## Cơ cấu Trưởng quan
Văn phòng Trưởng quan Khu hành chính đặc biệt Áo Môn là cơ quan được thành lập ngày 31 tháng 3 năm 1999 bởi kỳ hợp thứ nhất, Đại hội đại biểu Nhân dân toàn quốc khóa VIII, chính thức đi vào hoạt động vào hoạt động vào ngày 20 tháng 12 năm 1999.

### Bầu cử Trưởng quan Ma Cao
Trưởng quan Ma Cao được lựa chọn bằng bầu cử hoặc thông qua các cuộc tham vấn được tổ chức tại địa phương và được bổ nhiệm bởi Quốc vụ viện Cộng hòa Nhân dân Trung Hoa, do Tổng lý Quốc vụ viện Cộng hòa Nhân dân Trung Hoa ký lệnh trước khi nhậm chức. Nhiệm kỳ của Trưởng quan Ma Cao điều hành là năm năm và phục vụ không được quá hai nhiệm kỳ liên tiếp.

### Vai trò của Trưởng quan Ma Cao
Quyền hạn của Trưởng quan Ma Cao được nêu trong Điều 50, Luật Cơ bản Ma Cao, bao gồm các nội dung:
1. Lãnh đạo Chính phủ Khu hành chính đặc biệt;
2. Chịu trách nhiệm thi hành Luật Cơ bản và các luật khác, theo Luật này, áp dụng tại Đặc khu hành chính Ma Cao;
3. Ký các dự luật được thông qua bởi Hội đồng Lập pháp Ma Cao và ban hành luật; Ký ngân sách được thông qua bởi Hội đồng Lập pháp, báo cáo ngân sách và tài khoản cuối cùng cho Quốc vụ viện Cộng hòa Nhân dân Trung Hoa để lưu hồ sơ;
4. Quyết định chính sách của Chính phủ Ma Cao và ban hành lệnh điều hành;
5. Xây dựng các quy định hành chính và ban hành quy định để thực hiện;
6. Đề cử và báo cáo Quốc vụ viện Cộng hòa Nhân dân Trung Hoa để bổ nhiệm các chức vụ công chức chính sau: Ty trưởng các Ty, Ủy viên Chống Tham nhũng, Tổng Kiểm toán Khu, các thành viên lãnh đạo cơ quan Cảnh sát và Hải quan tiêu thụ đặc biệt; và đề nghị với Quốc vụ viện về việc bãi nhiệm các chức vụ nói trên;
7. Bổ nhiệm một phần thành viên của Hội đồng Lập pháp Ma Cao;
8. Bổ nhiệm hoặc bãi nhiệm thành viên Hội đồng Chính phủ Ma Cao;
9. Bổ nhiệm hoặc bãi nhiệm Chánh án và Thẩm phán của Tòa án các cấp và Kiểm sát viên theo thủ tục pháp lý;
10. Đề cử và báo cáo Quốc vụ viện Cộng hòa Nhân dân Trung Hoa để bổ nhiệm Tổng Kiểm sát viên và đề nghị Quốc vụ viện bãi nhiệm Tổng Kiểm sát viên theo thủ tục pháp lý;
11. Bổ nhiệm hoặc bãi nhiệm Thủ trưởng công sở theo thủ tục pháp lý;
12. Thực hiện các chỉ thị do Quốc vụ viện Cộng hòa Nhân dân Trung Hoa ban hành đối với các vấn đề liên quan được quy định trong Luật Cơ bản này;
13. Thay mặt Chính phủ Ma Cao trong các vấn đề đối ngoại và các vấn đề khác theo ủy quyền của các cơ quan trung ương;
14. Phê chuẩn việc giới thiệu các kiến nghị liên quan đến các khoản thu hoặc chi cho Hội đồng Lập pháp Ma Cao;
15. Công tác dưới nguyên tắc an ninh và lợi ích sống còn, các quan chức chính phủ hoặc công chức khác phụ trách các vấn đề chính phủ làm chứng hoặc đưa ra bằng chứng trước Hội đồng Lập pháp Ma Cao hoặc các cơ quan khác;
16. Trao Huy chương và Danh hiệu danh dự của Ma Cao cho người có cống hiến theo quy định của pháp luật;
17. Ân xá cho những người bị kết án phạm tội hình sự hoặc thay đổi hình phạt của người phạm tội theo quy định của pháp luật;
18. Xử lý các kiến nghị và khiếu nại.[22]

### Từ chức
Theo Điều 54 của Luật Cơ bản, Trưởng quan Ma Cao có thể từ chức nếu:
1. Khi mất khả năng thực hiện nghĩa vụ của mình do bệnh nghiêm trọng hoặc lý do khác;
2. Khi sau khi Hội đồng Lập pháp Ma Cao bị giải tán vì Trưởng quan hai lần từ chối ký một dự luật được thông qua, Hội đồng Lập pháp Ma Cao mới lại thông qua hai phần ba trong số tất cả các thành viên đối với dự luật ban đầu, nhưng Trưởng quan vẫn từ chối ký trong vòng 30 ngày;
3. Khi sau khi Hội đồng Lập pháp Ma Cao bị giải tán vì từ chối thông qua ngân sách hoặc bất kỳ dự luật nào khác liên quan đến lợi ích chung của Đặc khu hành chính Ma Cao, Hội đồng Lập pháp Ma Cao mới được bầu vẫn từ chối thông qua dự luật ban đầu.

Điều 55 bao gồm việc giữ vị trí tạm thời và thủ tục từ chức Trưởng quan Ma Cao.

## Danh sách Trưởng quan Ma Cao
Tư tưởng chính trị:       Vô đảng
| TT | Ảnh               | Tên Tiếng Trung - Năm sinh | Nhiệm kỳ Bắt đầu và kết thúc | Nhiệm kỳ Bắt đầu và kết thúc | Bầu cử | Trận doanh phương hướng | Khóa                                                        | Chính phủ Ma Cao (phụ tá Trưởng quan)                 | Ghi chú |
| -- | ----------------- | -------------------------- | ---------------------------- | ---------------------------- | ------ | ----------------------- | ----------------------------------------------------------- | ----------------------------------------------------- | ------- |
| 1  |                   | Hà Hậu Hoa 何厚鏵. 1955    | 20 tháng 121999              | 19 tháng 122009              | 1999   | Trận doanh kiến chế     | 1                                                           | Hội đồng thứ I Hà Hậu Hoa (Liên minh Tiến bộ Ma Cao)  |         |
| 1  | 2004              | Hà Hậu Hoa 何厚鏵. 1955    | 20 tháng 121999              | 19 tháng 122009              | 2      | Trận doanh kiến chế     | Hội đồng thứ II Hà Hậu Hoa (UPP • UIEM • UIPM • CCCAE)      |                                                       |         |
| 1  | 2004              | Hà Hậu Hoa 何厚鏵. 1955    | 10 năm và 0 ngày             |                              | 2      | Trận doanh kiến chế     | Hội đồng thứ II Hà Hậu Hoa (UPP • UIEM • UIPM • CCCAE)      |                                                       |         |
| 2  |                   | Thôi Thế An 崔世安. 1957   | 20 tháng 122009              | 19 tháng 122019              | 2010   | Trận doanh kiến chế     | 3                                                           | Hội đồng thứ I Thôi Thế An (UPP • UIEM • UIPM • ACUM) |         |
| 2  | 2014              | Thôi Thế An 崔世安. 1957   | 20 tháng 122009              | 19 tháng 122019              | 4      | Trận doanh kiến chế     | Hội đồng thứ II Thôi Thế An (UPP • UIEM • UIPM • ACUM)• UE) |                                                       |         |
| 2  | 2014              | Thôi Thế An 崔世安. 1957   | 10 năm và 0 ngày             |                              | 4      | Trận doanh kiến chế     | Hội đồng thứ II Thôi Thế An (UPP • UIEM • UIPM • ACUM)• UE) |                                                       |         |
| 3  |                   | Hạ Nhất Thành 賀一誠. 1957 | 20 tháng 122019              | Đương nhiệm                  | 2019   | Trận doanh kiến chế     | 5                                                           | Hội đồng thứ I Hạ Nhất Thành (TBD)                    |         |
| 3  | 5 năm và 133 ngày | Hạ Nhất Thành 賀一誠. 1957 |                              |                              | 2019   | Trận doanh kiến chế     | 5                                                           | Hội đồng thứ I Hạ Nhất Thành (TBD)                    |         |

Từ năm 1999 đến 2020, Ma Cao có ba Trưởng quan, đều không đảng phải. Mức lương của Trưởng quan Ma Cao đạt 58.465 Pataca Ma Cao/Tháng, tức 701.580 Pataca Ma Cao/Năm, tương đương 84.190 USD. Trưởng quan thứ nhất là Hà Hậu Hoa, kết thúc nhiệm kỳ thứ nhất, trở thành Phó Chủ tịch Ủy ban Toàn quốc Hội nghị Hiệp thương Chính trị Nhân dân Trung Quốc (2009 - nay). Trưởng quan tương ứng với Tỉnh trưởng Chính phủ Nhân dân các đơn vị hành chính khác của Trung Quốc
Trưởng quan đương nhiệm Hạ Nhất Thành đai diện khu vực Ma Cao cùng với Bí thư Ủy ban Trung ương Công tác đặc khu và Chủ nhiệm Văn phòng Liên lạc Chính phủ Nhân dân trung ương tại Ma Cao Phó Tự Ứng quản lý Ma Cao.